# Kurpfälzischer Hof (Wermelskirchen)

Kurpfälzischer Hof 1854, Haus rechts

Kurpfälzischer Hof 1875

Geplanter Neubau des Kurpfälzischen Hofes in Wermelskirchen 1910

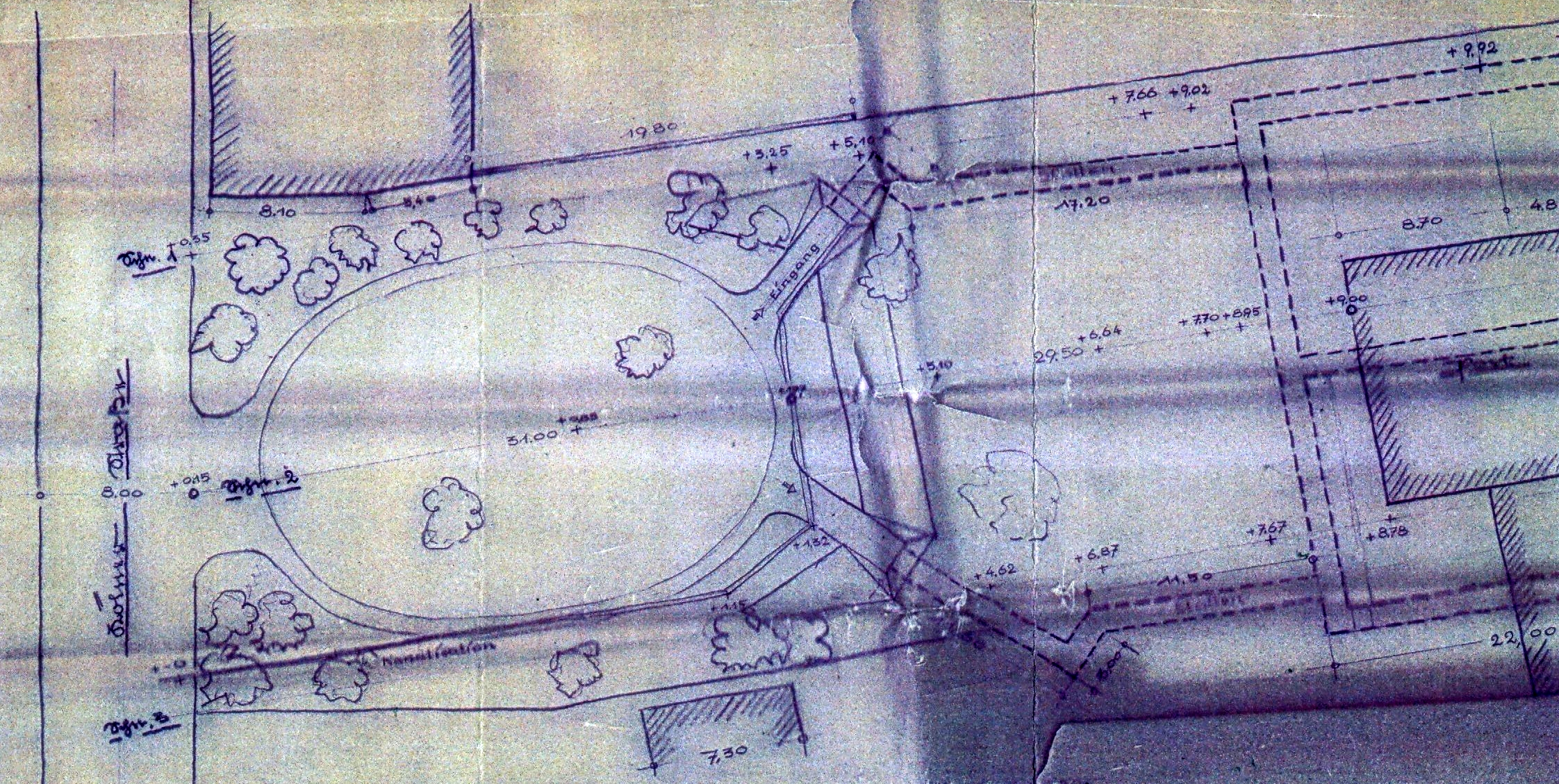
Bunker an der Kölner Straße von 1944 auf dem Gelände des 1908 abgebrannten Kurpfälzischen Hofes

Der Kurpfälzische Hof stand in Wermelskirchen im Rheinisch-Bergischen Kreis.
In Wermelskirchen an der Kölner Straße 16 stand bis 1908 ein historisches Gasthaus. Der Name des Gasthauses kommt von den Herzögen aus der Kurpfalz, die auch Landesherren im Bergischen Land waren.
In einer historischen Karte aus dem Jahre 1802 wird ein Wort Guiard für ein Haus genannt. Die Lage entspricht der heutigen Kölner Straße 16. Das französische Wort „Guiard“ ist ein Eigenname: Ein Pierre Guiard war Mitglied der kleinen katholischen Gemeinde in Wermelskirchen. Er nennt sich einmal „Cleric maistre“, zum anderen „marguillur in Charge“, also Kirchmeister oder ähnlich. Im Jahre 1763 stellt er einen gerichtlichen Handschein über 50 Taler aus.
Der Besitzer im Jahre 1802 ist Peter Schmits. Seine Witwe zahlt im Jahr 1804 für das mit Nr. 167 versehene Haus 10 Stüber zum Hundertzettel der Dorfhonschaft. Dieser Hundertzettel war ein Maß für die Zahlungsfähigkeit der Steuerzahler. Das „Gasthaus zur Eich“ zahlte beispielsweise 1 Taler 22 Stüber. Das größte Bauerngut in Wermelskirchen, das Gaddemer Gut zahlte 3 Taler 32 Stüber.
Im Jahre 1810 leihen der Scheffe und Wirt Peter Schmits und seine Ehefrau Anna Lucia 1764 Taler vom damaligen Maire Arnold Frowein, auf der Eich wohnhaft. Maire war in dieser Zeit die Amtsbezeichnung für den Bürgermeister. Im Jahre 1819 genehmigt die Witwe Schmits die Löschung der Hypothek vor Notar Pfleger.
In dieser unruhigen Zeit um 1812 haben die „Knüppelrussen“ die örtliche Verwaltung geplündert. Diese sog. Knüppelrussen wurden jugendliche Kriegsdienstverweigerer genannt, die u. a. die Meldeunterlagen für die Militäraushebungen für die Napoleonischen Armeen vernichteten. Russen nannte man sie damals, weil die Russischen Armeen die einzigen in Europa waren, die Napoleon widerstanden. Knüppel waren die Bewaffnung. Um solche Ausschreitungen zu verhindern, stellt Maire Frowein 1813 eine Liste für die Bezahlung eines Nachtwächters auf, Peter Schmits zahlt für sein Haus 1 Taler. Das Gasthaus „Zur Eich“ ebenso.
Peter Schmits, Gastgeber, Gerichtsscheffe und Pächter des „Kurpfälzischen Hofes“ wird 1822 „Entreprenneur“, d. h. Wegegeld-Empfänger an der Wermelskirchener Barriere auf der Eich. Solche Barrieren zur Finanzierung und Unterhaltung der Straße gab es in Wermelskirchen mehrere. Zum Beispiel an der Unterstraße, in Grunewald, am Kreckersweg, in Preyersmühle und in Bergisch Born.
Der Kurpfälzische Hof wird am 16. Juni 1828 vom Königlich-Preußischen Major Georg Freiherr von dem Bussche Ippenburg (1779–1853) seinen Kindern Julius und Adelheit geschenkt. Der Vertrag umfasst darüber hinaus den eigenen Rittersitz Hackhausen bei Solingen und weitere große Liegenschaften in Hilden, Gladbach usw. Das Gut solle aus dem Erbe der 1820 ausgestorbenen Familie von Bottlenberg gen. Kessel stammen. Wie diese Familie an den Kurpfälzischen Hof kam, ist nicht bekannt.
Das Urkataster von 1830 weist den Freiherrn von dem Bussche mit dem Kataster-Artikel 45 aus, 16 Morgen groß mit Haus in Flur 5 Parzelle Nr. 94. Peter Schmits, jetzt Pächter genannt, verkauft sein Pachtrecht an seine Tochter Eberhardine, zahlt aber 1838 noch zum Nachtwächter-Gehalt 4 Taler. Freiherr von dem Bussche verkauft den „Kurpfälzischen Hof“ 1839 für 6000 Taler an Karl Lucas, Gastwirt aus Hückeswagen.
In der Literatur haben sich viele weitere Belege für den Kurpfälzischen Hof erhalten. Im Jahre 1859 verkauft die Witwe Lucas, Helene geb. Rübenstrunck, an Gustav Preyer aus Kreckersweg. Der Gasthof wird jetzt „Hotel Preyer“ genannt. Schon 1865 verkaufen die Eheleute Preyer das Haus an Carl Bung aus Ründeroth für 8500 Taler. Diese Familie verkauft 1908 an Willibald Engels. Im gleichen Jahr ist der Kurpfälzische Hof, zuletzt Hotel Preyer genannt, abgebrannt und nicht wieder aufgebaut worden. Ein geplanter Neubau wurde nie ausgeführt.
Das Ruinengrundstück war bis 1969 nur noch Abenteuerspielplatz und Wildnis. Ende des Zweiten Weltkriegs, um 1944, wurde eine Luftschutzanlage im hinteren Teil geplant und durch französische Kriegsgefangene z. T. auch ausgeführt. Im Jahre 1969/70 erfolgte die Schließung dieser Röhren durch den Bau eines Wohn- und Geschäftshauses.